# 克洛德·巴尔托洛内
克洛德·巴尔托洛内（法語：Claude Bartolone；1951年7月29日—），是法國的政治家、社会党黨員，自2012年6月20日起成為法國國民議會議長，此前他曾擔任雅克·希拉克政府的城市部長，也在國民議會服務達30年以上。

## 荣誉
- 军官级法国荣誉军团勋章（2019年7月14日）[3]
- 大十字级秘鲁太阳勋章（2013年3月1日）[4]